# Retour de l'auberge
Retour de l'auberge est un tableau de Pieter Brueghel le Jeune créé aux environs de 1620.
Fils de Pieter Brueghel l'Ancien, Pieter Brueghel le Jeune n'hésite pas à reprendre les mêmes thèmes qui ont rendu son père notoire à son époque. Il utilise notamment les scènes paysannes, toujours populaires, mais en y apportant sa touche personnelle. Les lois de la perspectives sont mieux respectées, ici avec la forme de l'église qui sert de point de fuite en arrière-plan. La scène champêtre oppose des paysans et des animaux occupés à leurs tâches à la bagarre mettant aux prises des ivrognes à la sortie de l'auberge. Au premier-plan, une femme éloigne son mari, honteux, subissant sans un mot les reproches de sa femme qui désigne de la main un garçon qui les précède, sans doute leur fils.
Plusieurs symboles sexuels, que les contemporains de Brueghel le Jeune pouvaient reconnaître facilement, sont insérés dans le tableau : la tenue négligée du mari, l'épée qu'il tient à la main, les flûtes de cornemuse portées par le garçon et le tronc fendu traversé par un poteau.

## Sources
- Notice du musée des beaux-arts de Montréal
- Guide : Musée des beaux-arts de Montréal, Montréal, éd. Musée des beaux-arts de Montréal, 2007, 2e éd. (1re éd. 2003), 342 p. (ISBN 978-2-89192-312-5), p. 109.